# 有田二三男
有田 二三男（ありた ふみお、1955年4月10日- ）は、大阪府岸和田市出身の元プロ野球選手である。現役時代のポジションは投手。

## 来歴・人物
北陽高校では、3年生時の1973年に、エース・ピッチャーとして選抜に出場。同大会の初戦では、この大会で屈指の好投手と評された江川卓がいる作新学院高校（栃木）と対戦した。この試合で有田は2失点と好投し打撃でも五番打者として 江川から三塁打を放つが、打線は江川を打ち崩す事ができず、0-2で敗退した。
この年には、夏の甲子園にも出場。初戦となった2回戦では、秋田高校に1-0で勝った。続く3回戦の高鍋高校戦では、有田がノーヒット・ノーランを達成。スコアは秋田高校との試合と同じ、1-0であった。そして準々決勝では今治西高校と対戦したが、2-6で敗れ、準決勝進出は成らず。
この時の北陽高校の同期には、後に近畿大学やクラウンライターライオンズ・西武ライオンズなどでプレーする慶元秀章がおり、2年後輩には早稲田大学を経て阪神タイガースで活躍する事になる岡田彰布がいた。オーバースローからの伸びのあるストレートが武器、カーブ、シュートも投げる。
同年11月に開かれたプロ野球ドラフト会議で、近鉄バファローズからの2位指名を受け、高校卒業後に入団。
しかしプロでは苦しみ、1軍の試合に登板できたのは1974年と1977年のわずか1試合ずつ、計2試合だけだった。
1979年オフに引退し、その後は1980年から1984年まで、読売ジャイアンツで打撃投手を務めた。

## 詳細情報

### 年度別投手成績
| 年 度     | 球 団     | 登 板 | 先 発 | 完 投 | 完 封 | 無 四 球 | 勝 利 | 敗 戦 | セ 丨 ブ | ホ 丨 ル ド | 勝 率 | 打 者 | 投 球 回 | 被 安 打 | 被 本 塁 打 | 与 四 球 | 敬 遠 | 与 死 球 | 奪 三 振 | 暴 投 | ボ 丨 ク | 失 点 | 自 責 点 | 防 御 率 | W H I P |
| --------- | --------- | ----- | ----- | ----- | ----- | -------- | ----- | ----- | -------- | ----------- | ----- | ----- | -------- | -------- | ----------- | -------- | ----- | -------- | -------- | ----- | -------- | ----- | -------- | -------- | ------- |
| 1974      | 近鉄      | 1     | 0     | 0     | 0     | 0        | 0     | 0     | 0        | --          | ----  | 5     | 1.0      | 2        | 0           | 0        | 0     | 0        | 1        | 0     | 0        | 0     | 0        | 0.00     | 2.00    |
| 1977      | 近鉄      | 1     | 1     | 0     | 0     | 0        | 0     | 0     | 0        | --          | ----  | 12    | 3.0      | 4        | 0           | 1        | 0     | 0        | 2        | 0     | 0        | 1     | 1        | 3.00     | 1.67    |
| 通算：2年 | 通算：2年 | 2     | 1     | 0     | 0     | 0        | 0     | 0     | 0        | --          | ----  | 17    | 4.0      | 6        | 0           | 1        | 0     | 0        | 3        | 0     | 0        | 1     | 1        | 2.25     | 1.75    |

### 記録
- 初登板：1974年9月27日、対太平洋クラブライオンズ後期13回戦（平和台球場）、8回裏に4番手で救援登板・完了、1回無失点
- 初先発登板：1977年10月9日、対クラウンライターライオンズ前期13回戦（平和台球場）、3回1失点で勝敗つかず

### 背番号
- 13 （1974年 - 1978年）
- 59 （1979年）
- 96 （1980年 - 1984年）